# اندرو دیوید همیلتون
اندرو دیوید همیلتون (انگلیسی: Andrew D. Hamilton؛ زادهٔ ۳ نوامبر ۱۹۵۲) یک شیمی‌دان اهل انگلستان است.